# Cernans
Cernans es una localidad y comuna francesa situada en la región de Franco Condado, departamento de Jura, en el distrito y cantón de Salins-les-Bains.

## Demografía[3]
| 311 | 336 | 348 | 372 | 371 | 363 | 377 | 396 | 336 | 339 | 287 | 275 | 272 | 250 | 258 | 250 | 237 | 210 | 188 | 174 | 176 | 180 | 191 | 207 | 165 | 149 | 136 | 141 | 137 | 123 | 104 | 98 | 132 | 132 |
| Para los censos de 1962 a 1999 la población legal corresponde a la población sin duplicidades (Fuente: INSEE [Consultar]) |     |     |     |     |     |     |     |     |     |     |     |     |     |     |     |     |     |     |     |     |     |     |     |     |     |     |     |     |     |     |    |     |     |